# James Acaster
James William Acaster (  /ˈeɪkæstər/ ; nacido el 9 de enero de 1985) es un cómico inglés de Kettering, Inglaterra.
Acaster ha actuado durante varios años consecutivos en el Festival Fringe de Edimburgo y ha sido nominado al Mejor Espectáculo en cinco ocasiones. Ganó el premio del Festival Internacional de Comedia de Melbourne al espectáculo más destacado en 2019 con Cold Lasagne Hate Myself 1999, y ha ganado cuatro premios Chortle. Ha aparecido en varios programas de panel como Mock the Week, Taskmaster, 8 de 10 Cats y Would I Lie to You?
El especial de comedia de Netflix de 2018 de Acaster , Repertoire, consistió en cuatro mónologos de humor de una hora de duración. También ha escrito dos libros que han aparecido en la lista de superventas del Sunday Times: Classic Scrapes (2017) de James Acaster, basado en un segmento de anécdotas del programa XFM de Josh Widdicombe, y Perfect Sound Whatever (2019), que consta de reseñas de álbumes de 2016 con un elemento autobiográfico. Actualmente presenta el programa de panel Hypothetical junto con Widdicombe, el podcast de comida Off Menu con Ed Gamble y el podcast de música Perfect Sounds de James Acaster en BBC Sounds.

## Biografía
James William Acaster nació en Kettering el 9 de enero de 1985. Asistió a la escuela secundaria Montagu y estudió música en Northampton College. Durante este tiempo, también trabajó esporádicamente en un puesto de bebidas en Wicksteed Park, lo que provocó una fascinación por los equipos de catering industrial. También trabajó como asistente de enseñanza en una escuela para niños autistas, tiempo durante el cual comenzó a realizar monólogos cómicos.

## Carrera de comedia

### 2008-2012
Acaster comenzó a actuar en 2008. En 2009, actuó en un espectáculo en el Festival Fringe de Edimburgo con sus compañeros comediantes Josh Widdicombe y Nick Helm. En 2010 y 2011 apoyó a Josie Long y Milton Jones en la gira respectivamente.
En 2011 también apareció en Good News Extra de Russell Howard y One Night Stand de Dave, y realizó su primer show de comedia en el Festival de Edimburgo, Amongst Other Things,   que realizó una gira por el Reino Unido el año siguiente. Acaster apareció en Australia Versus, además del programa E4 Show and Tell de Chris Addison, y fue coanfitrión de My First Gig en la radio Resonance FM.
El espectáculo de Acaster en Edimburgo de 2012 se llamó Prompt. Recibió una nominación de los premios Foster's Edinburgh Comedy Awards al mejor espectáculo de comedia en el festival en 2012. 
Acaster comenzó a aparecer en el programa de radio de su amigo Josh Widdicombe en XFM en 2012, inicialmente se le pidió que compartiera una historia sobre una situación extraña en la que se había metido en el pasado. Su primera historia resultó tan popular que se le pidió que continuara compartiendo una historia cada semana. Estas historias, denominadas "raspaduras" por Josh y más tarde "raspaduras clásicas" por los oyentes del programa, se convirtieron en un segmento recurrente conocido como 'Raspaduras clásicas de James Acaster'. Las historias de Acaster incluían bailar en línea con su hermano el día de San Valentín, asustar inadvertidamente al actor Adewale Akinnuoye-Agbaje en un restaurante de Chiquito y luego ser atormentado por el hijo de un amigo en forma de bromas relacionadas con el repollo. 

### 2013-2015
Acaster actuó Prompt en 14 lugares en Inglaterra y Gales entre enero y marzo de 2013, después de lo cual apareció en el Festival Internacional de Comedia de Nueva Zelanda. Ganó el premio al mejor acto internacional del New Zealand Comedy Guild en diciembre de 2013. 
El espectáculo Lawnmower de Acaster en Edimburgo de 2013 se llevó a cabo en el Pleasance Courtyard. Fue nominado para el premio Foster's Edinburgh Comedy Award 2013 al mejor programa de comedia. En septiembre de 2013, hizo su primera aparición en el programa de panel de comedia musical de la BBC Never Mind the Buzzcocks. Completó su gira por el Reino Unido de Lawnmower en un concierto en su ciudad natal en Kettering el 30 de noviembre de 2013. 
Acaster protagonizó varios segmentos de radio, incluido el programa de media hora "Hallazgos de James Acaster - Bread"  para BBC Radio 4, también con Nathaniel Metcalfe y Bryony Hannah. En junio y julio de 2014 se grabó una serie de cuatro episodios de "James Acaster's Findings", y el primero de estos episodios se emitió el 5 de noviembre de 2014. Acaster también aparecía regularmente en el programa de radio XFM de Josh Widdicombe, donde era un favorito de los fanáticos debido a un segmento que involucraba anécdotas de sus conocidos como "raspaduras clásicas" (la mayoría de las cuales se compilaron posteriormente en un libro en 2017). Su serie Sweet Home Ketteringa (2014) lo sigue en un viaje de descubrimiento por su ciudad natal, explorando su historia y las rivalidades nacientes con la ciudad cercana de Corby, provocada por la apertura de una tienda Primark en esta última ciudad.
El espectáculo de Acaster en Edimburgo de 2014 se llamó Recognize. El programa fue presentado en abril y mayo en Australia y Nueva Zelanda, donde ganó el premio del Festival Internacional de Comedia de Nueva Zelanda al Mejor Espectáculo Internacional. Recognize fue nuevamente nominado para el premio Foster's Edinburgh Comedy Award 2014 al mejor programa de comedia, la tercera vez consecutiva para Acaster. Se realizó en más de 30 lugares británicos durante el otoño de 2014, incluida una presentación de dos semanas en el Soho Theatre en diciembre debido al éxito de las fechas de octubre en el mismo lugar.
El espectáculo de Acaster en Edimburgo de 2015 se llamó Represent, y volvió a presentarse en el Pleasance Courtyard. Le valió a Acaster su cuarta nominación consecutiva al Premio de Comedia de Edimburgo al Mejor espectáculo, convirtiéndose en el segundo artista en hacerlo después de Al Murray. La gira por el Reino Unido de este espectáculo se realizó de octubre a diciembre de 2015, y finalizó en el Lyric Theatre, Shaftesbury Avenue. Debido al éxito del programa, Acaster llevó a Represent al Soho Theatre durante una semana en marzo de 2016.
En 2015 ganó los premios Chortle al Mejor Acto Revelación y al Mejor Programa por Reconocimiento.

### 2016-presente
El programa de Acaster de 2016 se llamó Reset. Se presentó en el Festival Internacional de Comedia de Melbourne y en el Festival Internacional de Comedia de Nueva Zelanda en Auckland y Wellington, ambos en abril / mayo de 2016, luego en el Festival Udderbelly en junio de 2016 y finalmente en el Festival Tringe en Tring en julio. Acaster realizó este espectáculo en el Festival Fringe de Edimburgo en agosto de 2016, donde se convirtió en el primer comediante en recibir una quinta nominación al mejor espectáculo en el festival. En junio de 2016, Acaster apareció como invitada en Stand Up Central de Russell Howard. En julio de 2016, Acaster actuó en la carpa de comedia del Latitude Festival. En septiembre de 2016 escribió un episodio piloto para una nueva comedia, We The Jury, que fue transmitida por la BBC.
En 2017, Acaster llevó Recognize, Represent y Reset a varios lugares, realizando un espectáculo cada noche durante tres noches como The Trelogy. También se desarrolló una nueva muestra de material interpretado anteriormente, Recap, para unir temáticamente los espectáculos. Estos cuatro programas fueron filmados en septiembre para un especial de Netflix. Su primer libro, Classic Scrapes de James Acaster, que narra las historias que contó en el programa de radio y podcast XFM de Josh Widdicombe, se publicó en agosto, seguido de una gira de lectura de libros en el otoño de 2017. Classic Scrapes apareció en la lista de los más vendidos del Sunday Times. En noviembre, encendió las luces navideñas en Kettering.
En marzo de 2018, Netflix lanzó James Acaster: Repertoire, que consta de cuatro programas de una hora: Reconocer, Representar, Restablecer y Recapitular, filmados en septiembre de 2017. La respuesta inicial a Repertoire fue muy positiva, con una calificación de 8,3 en IMDb. En julio de 2018, Acaster actuó en el Cornbury Music Festival en el Comedy Stage. Actualmente, Acaster presenta una serie de podcasts semanales con Ed Gamble llamada Off Menu . En el podcast, Gamble y Acaster invitan a un invitado especial para hablar sobre el entrante, el plato principal, el acompañamiento, el postre y la bebida de sus sueños.
En 2019, Acaster ganó el premio Chortle al mejor espectáculo con Cold Lasagne Hate Myself 1999 . Perfect Sound Whatever es el segundo libro de Acaster, sobre un desafío obsesivo que emprendió en 2017 para recopilar tanta música lanzada en 2016 como fuera posible. Fue publicado por Headline Publishing Group en agosto de 2019. En 2019, Acaster ganó el Premio del Festival Internacional de Comedia de Melbourne, lo que lo convirtió en el primer comediante del Reino Unido en hacerlo en nueve años. El podcast de Acaster con BBC Sounds, Perfect Sounds de James Acaster, comenzó en abril de 2020.
Acaster, Romesh Ranganathan y James Corden expresaron tres ratones y aparecieron como tres lacayos transformados en la película Cenicienta de 2021.
La personalidad de la comedia de Acaster fue considerada en el libro de Guy Mankowski , Albion's Secret History: Snapshots of England's Pop Rebels and Outsiders, publicado por Zer0 Books en 2021. El libro contiene un capítulo titulado "Under the Fridge - from Stephen Fry to Caroline Aherne, Johnny Vegas and James Acaster", que afirma que el "atractivo peculiar de Acaster como comediante proviene de la valiente determinación de su propia vergüenza personal".

## Otros intereses
Acaster tocó la batería en varias bandas de su ciudad natal antes de su carrera en la comedia, incluido The Wow! Escenario y el Cuarteto Capri-Sun. Como miembro de este último, usó el nombre artístico de Sir William Strawberry. After de The Wow! El escenario se rompió, se dedicó a la comedia mientras "decidía lo que realmente quería hacer". The Wow! Scenario grabó un álbum titulado Stand in the Star: A Verse and a Chorus en 2007, pero no lo lanzó; Acaster anunció en 2017 que se había reunido con la banda para terminar el álbum y que estaría disponible el año siguiente, pero sigue inédito.

## Vida personal
Acaster reside en Londres.

## Filmografía

### Película
| Año  | Título                      | Papel              | Notas |
| ---- | --------------------------- | ------------------ | ----- |
| 2021 | Cenicienta                  | John               |       |
| 2023 | Ghostbusters: Frozen Empire | Lars Pinfield      |       |
| 2024 | Seize Them!                 | Felix el ferretero |       |

### Televisión
| Year             | Title                                              | Role           | Notes |
| ---------------- | -------------------------------------------------- | -------------- | --- |
| 2011             | Russell Howard's Good News                         | él mismo       | Series 4 Episode 5 |
| 2011             | Show and Tell                                      | él mismo       | Series 1 Episode 7, Series 1 Episode 8 |
| 2013–2014        | Never Mind the Buzzcocks                           | él mismo       | Series 27 Episode 1, Series 28 Episode 4 |
| 2013–2014        | Sweat the Small Stuff                              | él mismo       | Series 1 Episode 8, Series 2 Episode 5, Series 4 Episode 5                                                                                          |
| 2014             | Spicks and Specks                                  | él mismo       | Series 8 Episode 15 |
| 2014             | Edinburgh Comedy Fest Live                         | él mismo       | 2014, Episode 1 |
| 2014             | Big Brother's Bit on the Side                      | él mismo       | 26 de junio de 2014 |
| 2014             | Comedy Up Late                                     | él mismo       | Series 2 Episode 4 |
| 2014             | Virtually Famous                                   | él mismo       | Series 1 Episodes 3, 6 |
| 2014             | Sweet Home Ketteringa                              | él mismo       | Documentary Series |
| 2014, 2017, 2020 | Richard Herring's Leicester Square Theatre Podcast | él mismo       | Leicester Square Episodes 49, 208, 283; Edinburgh Fringe Episode 77                                                                                 |
| 2014–2017        | 8 Out of 10 Cats                                   | él mismo       | Series 17 Episode 5, Series 18 Episode 5, Series 19 Episode 6, Series 20 Episode 10                                                                 |
| 2014–2018        | Mock the Week                                      | él mismo       | Series 13 Episode 10; Series 14 Episodes 1, 3, 9, 10; Series 15 Episodes 2, 5, 9, 11; Series 16 Episodes 1, 2, 8, 9, 10; Series 17 Episodes 1, 3, 5 |
| 2015             | Josh                                               | él mismo       | Series 1 Episode 4 |
| 2015             | Alan Davies: As Yet Untitled                       | él mismo       | Series 2 Episode 5 |
| 2015             | Community Kitchen                                  | él mismo       | Series 3 Episodes 4, 5 |
| 2015             | Drunk History: UK                                  | él mismo       | Series 1 Episodes 1, 7 |
| 2015             | The John Bishop Show                               | él mismo       | Episode 1 |
| 2015             | Live at the Apollo                                 | él mismo       | Series 11, Episode 5 |
| 2015-2016        | The Dog Ate My Homework                            | él mismo       | Series 2, Episode 8, Series 3, Episode 6 |
| 2015–2018        | Have I Got News For You                            | él mismo       | Series 49 Episode 9, Series 55 Episode 4 |
| 2016             | Room 101                                           | él mismo       | Series 16 Episode 4 |
| 2016             | We the Jury                                        | Creator/Writer | Unsold Pilot |
| 2016             | Live from the BBC                                  | él mismo       | Series 1, Episode 3 |
| 2016             | Stand Up Central                                   | él mismo       | Series 2 Episode 4 |
| 2016             | 7 Days                                             | él mismo       | Series 8 Episode 13 |
| 2016             | Sunday Brunch                                      | él mismo       | Series 5 Episode 15 |
| 2016             | Sweet Home Lahnsteineringa                         | él mismo       | Documentary Series (Season 2 of Sweet Home Ketteringa)                                                                                              |
| 2016–present     | Sounds Random                                      | él mismo       | |
| 2017             | The Last Leg                                       | él mismo       | Series 12 Episode 4 |
| 2017             | Romesh: Talking to Comedians                       | él mismo       | Series 2 Episode 6 Hosted by Romesh Ranganathan |
| 2017             | We Have Been Watching                              | él mismo       | |
| 2017–2018        | Insert Name Here                                   | él mismo       | Series 2 Episode 5, Series 3 Episode 3, Series 4 Episode 1                                                                                          |
| 2017–2018        | 8 Out of 10 Cats Does Countdown                    | él mismo       | Series 12 Episode 7 (Jon's Team); Series 17 Christmas Special (Dictionary Corner)                                                                   |
| 2017–2020        | Would I Lie to You?                                | él mismo       | Series 11 Episode 3, Series 12 Episode 7, Series 13 Episode 10                                                                                      |
| 2018             | The Great British Bake Off: An Extra Slice         | él mismo       | Series 5 Episode 7 |
| 2018             | James Acaster: Repertoire                          | él mismo       | A Netflix original comedy special - Recognise, Represent, Reset, Recap                                                                              |
| 2018             | Richard Osman's House of Games                     | él mismo       | Series 2 Week 8 |
| 2018             | Jon Richardson: Ultimate Worrier                   | él mismo       | Series 1 Episode 6, Series 2 Episode 10 |
| 2018             | Taskmaster                                         | él mismo       | Series 7 |
| 2018             | A1: The Long Road to Edinburgh                     | él mismo       | Documentary |
| 2018             | Innuendo Bingo                                     | él mismo       | With Josh Widdicombe |
| 2019             | Pointless Celebrities                              | él mismo       | Series 11 (Comedians Episode) |
| 2019–present     | Hypothetical                                       | él mismo       | Co-Host with Josh Widdicombe |
| 2019             | The Jonathan Ross Show                             | él mismo       | invitado |
| 2019             | The Great Stand Up to Cancer Bake Off              | él mismo       | Series 2 Contestant |
| 2020             | Who Said That?                                     | él mismo       | Episode 7 |
| 2020             | The Big Fat Quiz of the Year                       | él mismo       | 2020 Edition |
| 2020             | The Last Leg of the Year                           | él mismo       | 2020 Edition |
| 2020             | Cold Lasagne Hate Myself 1999                      | él mismo       | Livestream on DICE |
| 2021             | Big Zuu's Big Eats                                 | él mismo       | Invitado |

## Premios y nominaciones
| Año  | Otorgar                               | Categoría | Resultado |
| ---- | ------------------------------------- | --------- | --------- |
| 2015 | Premios Chortle                       | Ganado    | [ 48 ]    |
| 2015 | Premios Chortle                       | Ganado    | [ 48 ]    |
| 2016 | Premios Chortle                       | Nominado  | [ 49 ]    |
| 2019 | Premios Chortle                       | Ganado    | [ 50 ]    |
| 2019 | Premios Chortle                       | Ganado    | [ 50 ]    |
| 2021 | Premios de televisión Critics 'Choice | Ganado    | [ 51 ]    |